# スタディオン・マクシミール
スタディオン・マクシミール (Stadion Maksimir)は、クロアチアの首都ザグレブにあるスタジアム。NKディナモ・ザグレブと1990年からはサッカークロアチア代表のホームスタジアムとなっている。収容人数は25,000人。

## 概要
スタジアム名のマクシミールは、スタジアムがある地域のマクシミールに由来している。
クロアチア代表はここで14年間無敗を守ってきたが2008年9月10日、イングランドがそれに終止符を打った。（結果は1-4でイングランドが勝利）
2020年3月22日、5.3Mwの地震がザグレブを襲い、老朽化の激しいスタディオン・マクシミールは倒壊や破壊こそなかったものの、耐久性に問題があった東スタンドは使用禁止の措置をとり、それ以降このスタジアムの収容人数は約25,000人となっている。

## 重要な試合

### UEFA欧州選手権1976
- 6月16日：準決勝 - チェコスロバキア 3-1Ex オランダ
- 6月19日：3位決定戦 - オランダ 3-2Ex ユーゴスラビア

### ユーゴスラビア・プルヴァ・リーガ
- 1990年ディナモ・ザグレブ対レッドスター・ベオグラード戦での暴動 - 1990年5月13日 ユーゴスラビア・プルヴァ・リーガ